# Miss Mundo 1987
Miss Mundo 1987 fue la edición 37.ª del certamen Miss Mundo cuya final se realizó el 12 de noviembre de 1987 en el Royal Albert Hall, Londres (Reino Unido). La ganadora fue Ulla Weigerstorfer de Austria. Fue coronada por Miss Mundo 1986, Giselle Jeanne-Marie Laronde de Trinidad y Tobago.

## Resultados
| Resultados Finales      | Finalistas |
| ----------------------- | --- |
| Miss Mundo 1987         | - Austria - Ulla Weigerstorfer |
| 1° Finalista            | - Venezuela - Albany Lozada |
| 2° Finalista            | - Islandia - Anna Jonsdóttir |
| Finalistas (Top 6)      | - Polonia - Monika Nowosadko - Colombia - Claudia Escobar - Argentina - Caterina Ciscato                                                                            |
| Semifinalistas (Top 12) | - Francia - Nathalie Marquay - Guam - Francel Manibog - Holanda - Angelique Gerarda - Hong Kong - Pauline Yeung - Israel - Ya'el Gerthler - Nigeria - Mary Bienoseh |

### Premiaciones Especiales
- Miss Personalidad:  Estados Unidos - Clotilde Helen Cabrera
- Miss Fotogénica:  Suecia - Karin Agneta Trydell

### Reinas Continentales
- África:  Nigeria - Mary Ngazi Bienoseh
- América:  Venezuela - Albani Lozada
- Asia:  Hong Kong - Pauline Yeung
- Europa:  Austria - Ulla Weigerstorfer
- Oceanía:  Guam - Francel Manibog

## Panel de Jueces
- Eric Morley (Presidente de Miss Mundo)
- Linford Christie (Atleta)
- Robert Coleman
- John Coleman
- Pilin León (Miss Mundo 1981)
- Hayley Mills (Actriz)
- Albert Vinci
- Rick Wakeman (Teclista del grupo Yes)
- Simon Williams (Actor)

## Significancia Histórica
- En esta versión pasaron de ser 15 a sólo 12 las semifinalistas, por ende pasaron de 8 las finalistas a sólo 6.
- Austria obtiene el título Miss Mundo por segunda vez (la primera fue en 1969).
- Hong Kong obtiene la posición más alta desde su debut en 1973, y por primera y única vez consigue el título Reina de Asia.
- Guam obtiene por primera vez el título de Reina de Oceanía.
- Por primera vez después de 30 años consecutivos que el Reino Unido no logra entrar a la etapa de semifinales.
- Austria, Colombia y Venezuela repiten clasificación al igual que la versión pasada.
- Francia clasificó por última vez en 1980.
- Argentina clasificó por última vez en 1981.
- Guam clasificó por última vez en 1982.
- Hong Kong clasificó por última vez en 1983.
- Holanda clasificó por última vez en 1984.
- Islandia, Israel y Polonia clasificaron por última vez en 1985.
- Nigeria clasificó por primera vez a la etapa de semifinales.

## Candidatas
78 candidatas participaron en este certamen.
| - Alemania - Christiane Martine Kopp - Argentina - Caterina Augusta Ciscato Hidalgo - Australia - Donna Thelma Rudrum - Austria - Ulrike "Ulla" Weigerstorfer - Bahamas - Indira Regina Wood - Barbados - Dawn Michelle Waithe - Bélgica - Lynn Florentine Wesenbeek - Belice - Janine Carmella Sylvestre - Bermudas - Kim Elizabeth Johnston - Bolivia - Birgit Marina Ellefsen Antelo - Brasil - Simone Augusto Costa da Silva - Canadá - Tracey Elizabeth Westerholm - Chile - Yasna Angélica Vukasovic Álvarez - Chipre - Niki Christou - Colombia - Claudia Mercedes Escobar Zapata - Corea - Chung Myoung-sun - Costa Rica - Alejandra Eugenia Martínez Fuentes - Curazao - Diana Patricia Fraai Gálvez - Dinamarca - Zelma Karolina Hesselmann - Ecuador - Cecilia Maria Pozo Caminer - El Salvador - Claudia Lorena Alvarenga Ruiz - España - Sonsoles Artigas Medero - Estados Unidos - Clotlide Helen Cabrera - Filipinas - Maria Lourdes Ageda Manalili Apostol - Finlandia - Minna Susanna Rinnetmaki - Francia - Nathalie Simone Marquay - Gibraltar - Mayte Grace Sánchez - Grecia - Helen Moskiou - Guam - Francel Janisse Maribel Manibog Caracol - Guatemala - Mabel Daniza Hernández Gutíerrez - Holanda - Angelique Johanna Gerarda Cremers - Honduras - Claudia Maria Paz Valledares - Hong Kong - Pauline Yeung Bo-Ling - India - Manisha Kaur Kohli - Irlanda - Adrienne Bianca Rock - Isla de Man - Lesley Elizabeth Henthorn - Islandia - Anna Margret Jonsdóttir - Islas Caimán - Desiree Ann Hunter - Islas Cook - Michelle Leone Oberg | - Islas Vírgenes Americanas - Lisa Kelley Pitram - Israel - Ya'el Al- Gerthler - Italia - Barbara Martinuzzi Giacometti - Jamaica - Janice Nadine Whittingham - Japón - Keiko Unno - Kenia - Sheila Linda Kegode - Líbano - Josiane Heba Haddad - Luxemburgo - Claudine Louise Atten - Macao - Olivia Vania Maria do Rosario Pereira - Malasia - Sheela Shankar - Malta - Michelle Sciberras - Mauricio - Marie-France Geraldine Redovira Mamet - México - Elizabeth Carmen Carrillo Iturrios - Nigeria - Mary Ngazi Bienoseh Ngozaline - Noruega - Mette Anneth Veiseth - Nueva Zelanda - Karyn Annemarie Therese Metcalf - Panamá - Maria Cordelia Denis Urriola - Papúa Nueva Guinea - Harriet Joan Warren - Paraguay - Lourdes Beatriz Stanley Barranda - Perú - Suzette Marie Woodman Denegri - Polonia - Monika Ewa Nowosadko - Portugal - Paula Isabel Leal do Sousa - Reino Unido - Karen Helena Mellor - República Dominicana - Paula del Carmen Lora García - Samoa - Ainslie Tana Berking - San Cristóbal y Nieves - Jennifer Elvina Hensley - San Vicente y las Granadinas - Nicole Camille Hadaway - Singapur - Janicia Dorika Koh Wee Ling - Sri Lanka - Priyanjali Marina Frances de Alvis - Suecia - Karin Agneta Charlotta Trydell - Suiza - Gabriela Christella Bigler - Suazilandia - Phindile Patricia Simelane - Tailandia - Benjawan Srilapan Khonavataisung - Trinidad y Tobago - Maria del Valle Xavier - Islas Turcas y Caicos - Edna Elizabeth Smith - Turquía - Sebnem Dincgor - Uruguay - Monica Ines Borrea Vicente - Venezuela - Albani Josefina Lozada Jiménez - Yugoslavia - Matilda Sazdova |

## Sobre los países en Miss Mundo 1987

### Debut
- Belice
- Islas Cook

### Retiros
- Antigua y Barbuda
- Islas Vírgenes Británicas
- Gambia
- Sierra Leona

### Regresos
- Compitieron por última vez en 1981:
  -  Argentina
  -  Papúa Nueva Guinea
- Compitieron por última vez en 1985:
  -  Curazao
  -  Nigeria

### Crossovers
Miss Universo
- 1987:  Francia - Nathalie Marquay
- 1988:  Alemania - Christiane Kopp
- 1988:  Ecuador - Cecilia Pozo
- 1988:  España - Sonsoles Artigas Medero
- 1988:  Gibraltar - Mayte Sánchez
- 1988:  Hong Kong - Pauline Yeung (4° Finalista)
- 1988:  Irlanda - Adrienne Rock
- 1988:  Islandia - Anna Jonsdóttir
- 1988:  Islas Turcas y Caicos - Edna Elizabeth Smith